# Озирце
Озирце́ (укр. Озірце́) — высокогорное озеро в Украинских Карпатах, в пределах Синевирской общины Закарпатской области.
Озеро лежит на северо-восточном склоне горы Гропа, что в западной части хребта Пишкони, на высоте около 1000 м над у.м., среди елового леса. Площадь 1,2 га, максимальная глубина 9,5 м. Озеро завального происхождения. Берега крутые, за исключением северо-восточной части. Питание преимущественно грунтовое. Вода темно-коричневая, слабоминерализованная. Температура её летом не превышает +15 °C. Зимой замерзает. Из озера вытекает Малая Гропа — небольшой левый приток Озерянки.
Донные отложения образованы сапропелей и слаборазложенными остатками мохового, травяного и древесного происхождения. Происходит заболачивание водоема (сфагновые и осоки-сфагновые болотные ценозы). На поверхности воды является группировка рдеста.
В озере разводят форель.
Озирце лежит в пределах природного национального парка Синевир. Подъем к озеру начинается от Музея леса и сплава (северо-восточная окраина села Синевир) и проходит по маркированной туристической тропе.